# Razum i osjećaji
Razum i osjećaji (eng. Sense and Sensibility) prvi je objavljeni roman Jane Austen, jedne od najpoznatijih britanskih spisateljica. Izdala ga je pod pseudonimom 1811. godine. Kao i ostala njena djela doživio je nekoliko filmskih adaptacija. Protagonistice su priče sestre Elinor i Marianne, koje se svaka na svoj način bore protiv životnih nedaća - jedna razumom, druga osjećajima. 

## Sadržaj
Imanje gospodina Dashwooda nakon njegove smrti pripadne njegovu sinu Johnu. To ostavlja njegovu udovicu i tri kćeri, Elinor, Marianne i Margaret, u nezavidnoj poziciji. Tretirane od Johnove žene Fanny kao nepoželjne gošće na donedavno svojem imanju, odluče se preseliti u Devonshire. Barton Cottage, kuća koju je gđa Dashwood unajmila na godinu dana, u vlasništvu je njihova rođaka Sir Johna Middletona. 
Marianne u šetnji ugane gležanj. U blizini se zatekne naočiti g. Willoughby, koji ju odvede kući i brzo osvoji njeno divljenje. Kako ju nastavi svakodnevno posjećivati i raspitivati se o njenom stanju, Elinor i gđa Dashwood posumnjaju da između njih dvoje postoji nešto. Međutim, Willoughby naglo odlazi u London, ostavljajući iznenađenu Marianne.
U međuvremenu Dashwoodove posjeti Edward Ferrars, Fannyn brat s kojim se Elinor zbližila na Norlandu. Zbog njegove suzdržanosti Elinor zaključi da mladić više ne gaji osjećaje prema njoj. Dolaskom sestara Steele i priznanjem jedne od njih, Lucy, da je zaručena s Edwardom u tajnosti već 4 godine, djevojka će se morati još više potruditi sakriti osjećaje. 
Elinor i Marianne zimu provode kod gđe Jennings u Londonu. Marianne šalje pisma Willoughbyju, ali ni na jedno ne dobiva odgovor. Konačno stiže njegovo pismo, u kojem joj se, međutim, ne ispričava što joj nije odgovarao, već ju obavještava da se ženi za bogatu gđicu Grey. Slomljena Marianne priznaje sestri da Willoughby i ona nikad nisu bili zaručeni, ali voli ga i mislila je da su osjećaji obostrani. 
Pukovnik Brandon, Middletonov prijatelj i okorjeli neženja kojemu je gđa Jennings u Devonshireu bila namijenila Marianne, ispriča Elinor da je Willoughby zaveo njegovu štićenicu Elizu i ostavio ju nakon što je zatrudnjela. 
Gđa Ferrars razbaštini sina nakon što dozna za njegove zaruke s Lucy. Nasljednik joj je sada drugi sin, Robert. Pukovnik Brandon ponudi Edwardu, koji se odlučio zarediti kako bi zarađivao za život, župu u Delafordu. 
Bliži se kraj boravka sestara Dashwood u Londonu. Netom prije povratka kući Marianne se razboli, te produlji njihov ostanak kod gđe Jennings. Willoughby priznaje Elinor da ga je, otkrivši vezu s Elizom, njegova stara rođakinja gđa Smith razbaštinila. Stoga je odlučio oženiti gđicu Grey. Tvrdi da još uvijek voli Marianne i traži oprost, no daje slabe izgovore za svoje sebično ponašanje. U međuvremenu, pukovnik Brandon priznaje gđi Dashwood da voli Marianne.
Nakon njena oporavka i povratka u Barton Cottage Elinor ispriča Marianne o Willoughbyjevu posjetu. Marianne priznaje da, iako ga voli, nikada ne bi mogla biti sretna s njim. 
Obitelj saznaje da su se g. Ferrars i Lucy vjenčali. Elinor je, iako to pokušava skriti, jako uzrujana, te njena majka shvaća da joj je trebala posvetiti više pažnje. Sutradan ih posjećuje Edward i, zbunjen jer mu čestitaju na ženidbi, otkriva da se njegov brat zapravo oženio s Lucy. Priznavši da je bio uhvaćen u zaruke s Lucy kao u paukovu mrežu, zaprosi Elinor, što djevojka oduševljeno prihvaća. 
Nakon što mu rođakinja ponovno odluči ustupiti svoje nasljedstvo, Willoughby shvaća da je mogao sada imati i ljubav i novac da je ostao s Marianne. Njegova je kazna tako dovršena.
Sljedeće dvije godine gđa Dashwood i kćeri provode najviše u Delafordu. Iako prema njemu osjeća više poštovanje nego strast, Marianne se odluči udati za pukovnika Brandona. Ipak, nakon udaje shvaća da ga uistinu voli. Kuću smjeste blizu Elinor i Edwarda, kako bi se mogli često viđati.

## Adaptacije
Roman je adaptiran u tri filma i jednu mini-seriju. Verzija iz 1995. godine nagrađena je Oscarom (Emma Thompson ga je dobila za najbolji prilagođeni scenarij).